# 肯塔基州
肯塔基州（英語：Commonwealth of Kentucky）是美国中东部的一个州，面積104,749平方公里，在全國排名第37位。2005年人口4,041,769人，全國排名第26位。
肯塔基在美国革命時屬弗吉尼亚州一部分，称肯塔基县。1792年肯塔基脫離弗吉尼亚州，成為美国的第十五个州。肯塔基以纯种马和威士忌闻名。另外快餐连锁企业肯德基（Kentucky Fried Chicken）也以肯塔基为发源地。

## 歷史
肯塔基州曾被北美土著民族如肖尼部落（shawnee）视作庄严的祭神场所，一直到1750年为止，都没有常住土著居民。
18世纪初期，法国皮毛商人顺着密西西比河及其支流俄亥俄河进入今天的肯塔基地区。由于当地印第安人稀少，贸易不发达，这一地区的内陆地区几乎没有法国定居点，只有俄亥俄河沿岸的路易斯维尔等少量定居点。1763年，英法之间的七年战争结束，根据条约，包括肯塔基在内的路易斯安那东部（密西西比河以东的法国新法兰西殖民地）连同加拿大一并被割让给英国。这一地区与沿海十三个殖民地相连导致居民内迁，让英国担心居民流失损害税基，所以划设了阿巴拉契亚垦殖界线，禁止十三个殖民地居民迁入。
1776年独立战争爆发后，华盛顿麾下的将领主张进攻肯塔基地区，以便占领更多土地。战争期间，大陆军多次进入包括肯塔基在内的阿巴拉契亚山以西地区，但由于缺乏补给所以没有长期占领。1783年，英美《巴黎条约》签订，英国割让五大湖以南的殖民地给美国，肯塔基因此成为美国的领地。
1770年后，弗吉尼亚和北卡罗莱那的殖民者穿越坎伯蘭峽来到肯塔基。肯塔基从此迅速发展成为阿巴拉契亚山脉以西第一个殖民点。美国革命之后，弗吉尼亚州建立，1776年12月31日，該地區被確立為弗吉尼亞州的肯塔基縣。（肯塔基縣於1780年6月30日被廢除，當時分為費耶特縣，杰斐遜縣和林肯縣。）該地區的居民多次向聯大和聯邦國會請願，要求脫離弗吉尼亞州和建州。1784年至1792年在丹維爾舉行了十次製憲會議。1790年肯塔基的代表接受了弗吉尼亚州对肯塔基脱离的条件。1792年4月1日肯塔基州宪法通过，6月1日肯塔基州加入联邦，成为美国第十五州。
由于肯塔基州的蓝草地区土地肥沃，成为种植园聚集地。这里的奴隶占了肯塔基州的大部分。
1861至1865年南北战争期间，肯塔基州成为南北方边界州。有趣的是，北方总统亚伯拉罕·林肯和南方总统杰佛逊·戴维斯均是肯塔基人。
肯塔基名稱沒有詳細記錄，如依照易洛魁印第安語（Iroquois）的ken-tah-ten意思為明日之地。

## 地理

### 概况与分区、各郡
肯塔基州昵称蓝草州（Bluegrass State），处于美国中东部，东面是西弗吉尼亚州和弗吉尼亚州，南连田纳西州，西接密苏里州，以密西西比河为州界。北面隔俄亥俄河与伊利诺伊州、印第安那州、俄亥俄州相望。州内主要河流还有肯塔基河、田纳西河、坎伯兰河等
肯塔基州可以分为五个地区：东南方的坎伯兰山脉和坎伯兰高原区，中北部的兰草区，中南部和西部的Pennyroyal Plateau，西面的煤矿区和最西面的杰克逊购买地。
肯塔基州共管轄120個郡，請見：肯塔基州行政區劃。

### 主要城市与乡镇

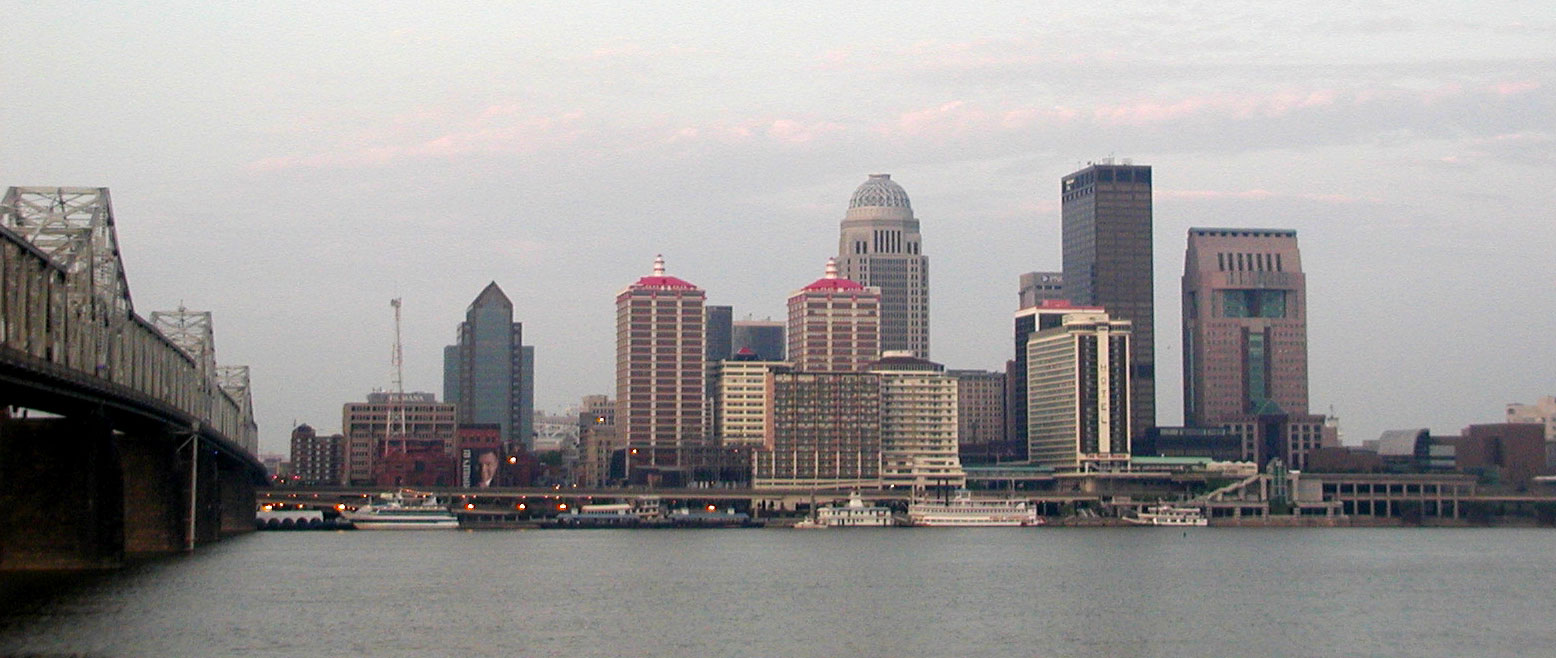
路易維爾市

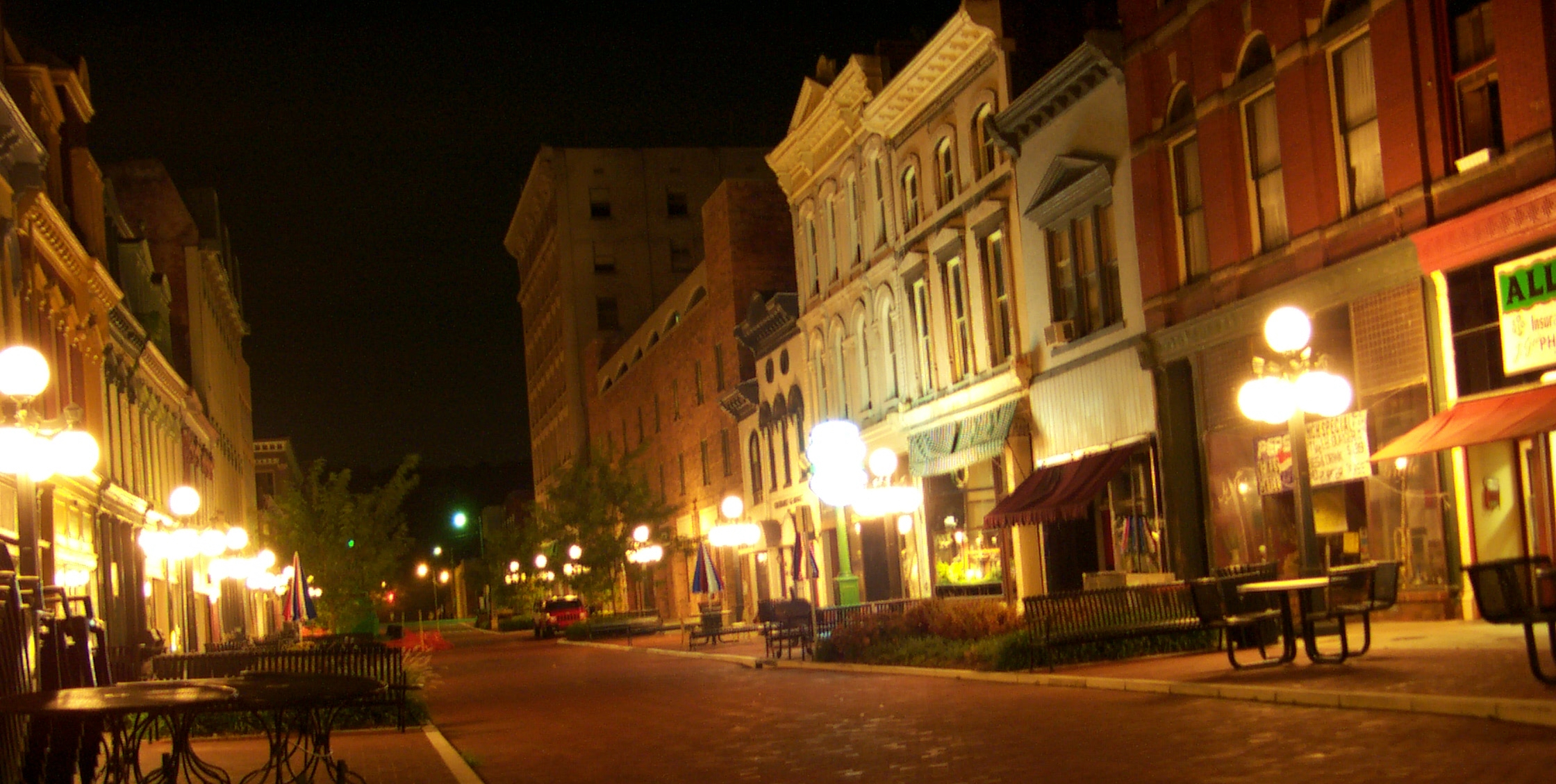
法蘭克福市

肯塔基州主要城市有：
- 路易维尔（Louisville）
- 卡温顿（Covington）
- 列克星敦（Lexington）
- 欧文斯伯勒（Owensboro）
- 鲍灵格林（Bowling Green）
- 法兰克福（Frankfort）
- 帕迪尤卡（Paducah）

### 都会区
| 排名 | 都会区名稱                        | 人口      |
| ---- | --------------------------------- | --------- |
| 1    | 路易维尔-杰斐逊县 MSA（州内部分） | 1,001,474 |
| 2    | 列克星敦-费耶特 MSA               | 516,697   |
| 3    | 辛辛那提 MSA（州内部分）          | 447,457   |
| 4    | 鲍灵格林 MSA                      | 177,432   |
| 5    | 埃文斯维尔 MSA（州内部分）        | 164,705   |
| 6    | 伊丽莎白敦-诺克斯堡 MSA           | 153,378   |
| 7    | 欧文斯伯勒 MSA                    | 119,114   |
| 8    | 伦敦 μSA                          | 128,215   |
| 9    | 亨廷顿-爱许兰 MSA（州内部分）     | 109,512   |
| 10   | 里士滿-伯里亚 μSA                 | 109,118   |

### 著名自然景观

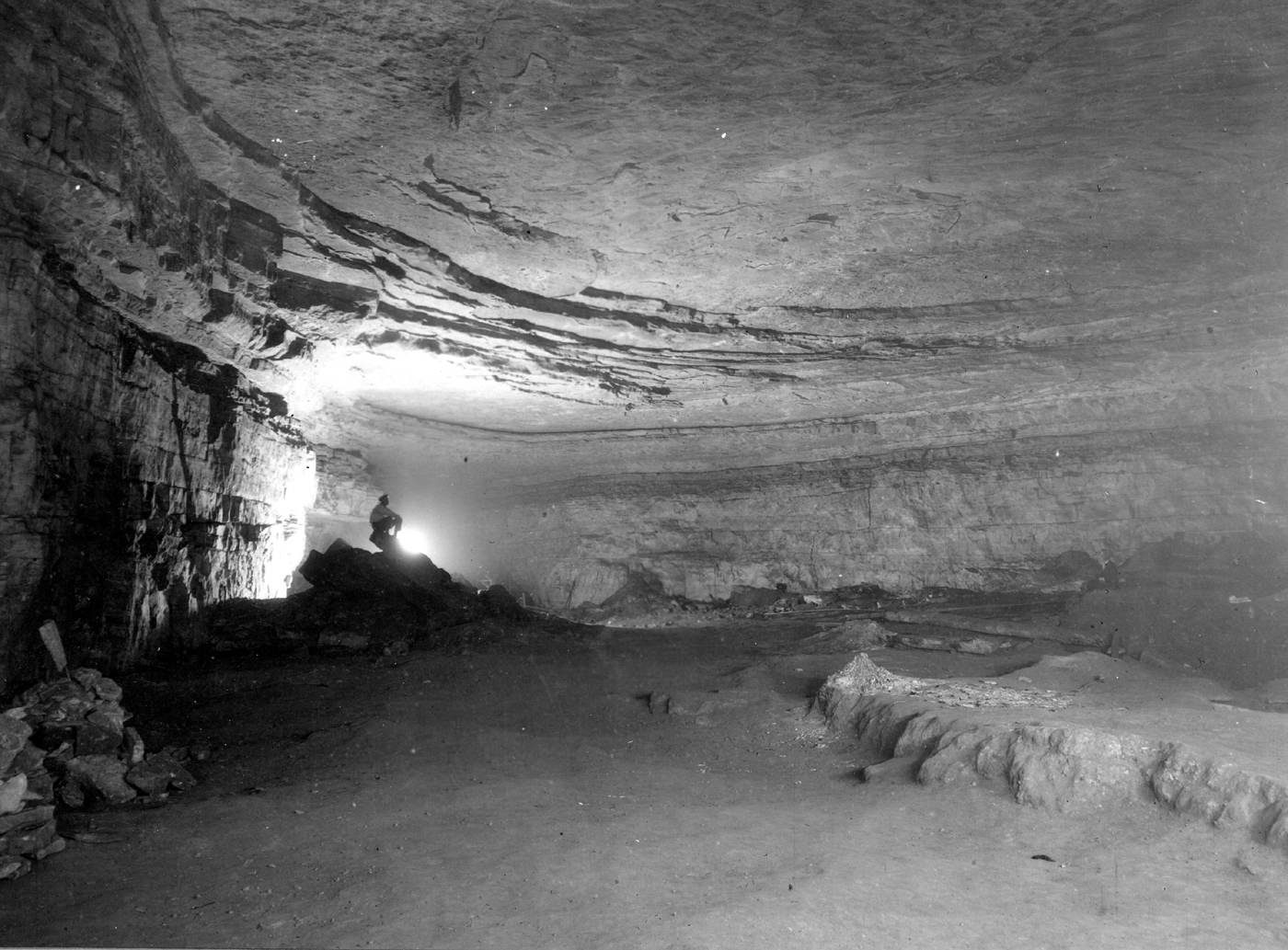
猛犸洞国家公园

- 坎伯兰岬口，美国早期殖民者翻越阿巴拉契亚山脉的主要通道。
- 坎伯兰瀑布，州立公园，瀑布的薄雾中可见月虹。
- 猛犸洞国家公园，世界遗产，具有世界最大的洞穴系统。
- 红河谷
- 湖间路
- 伯尔尼森林
- 林肯出生地，美国国家历史地点

## 法律與政府

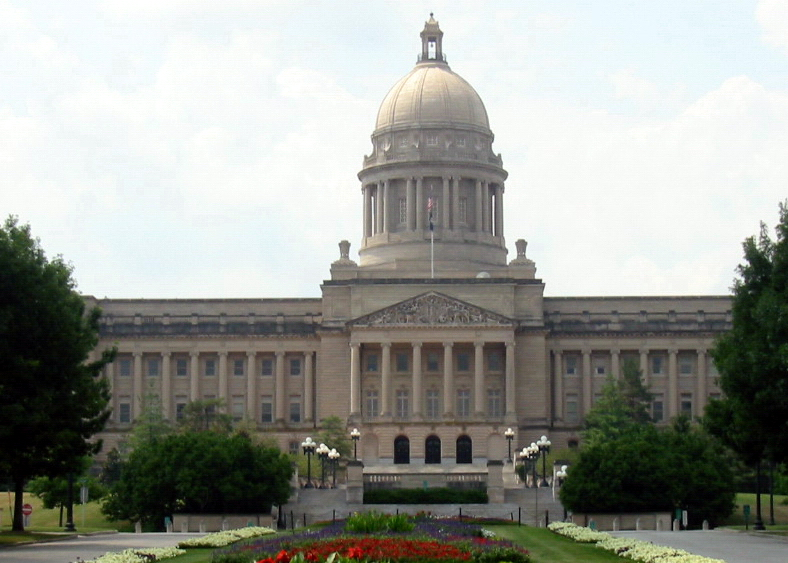
肯塔基州政府大樓

肯塔基州政府在行政、立法和司法三項都有自主權，只有國防與外交例外。按該州憲法，肯塔基州的行政機關首長乃州長，有權總攬州內一切事務。州長選舉每四年一次。
這州一向以民主黨最多人支持，但共和黨則長期佔據著南部票源。本來兩黨在這州可謂勢均力敵，但近年來共和黨有越來大的優勢。在1976年、1992年和1996年三屆美國總統選舉，都是民主黨勝出，但2000年、2004年、2008年、2012年和2016年連續五屆則是共和黨人勝出。
肯塔基州的法律主體在1942年經過修改後，一直為該州的法律架構骨幹。該州是美國三十六个保留死刑的州之一，通常是以注射藥物形式執行。

## 經濟

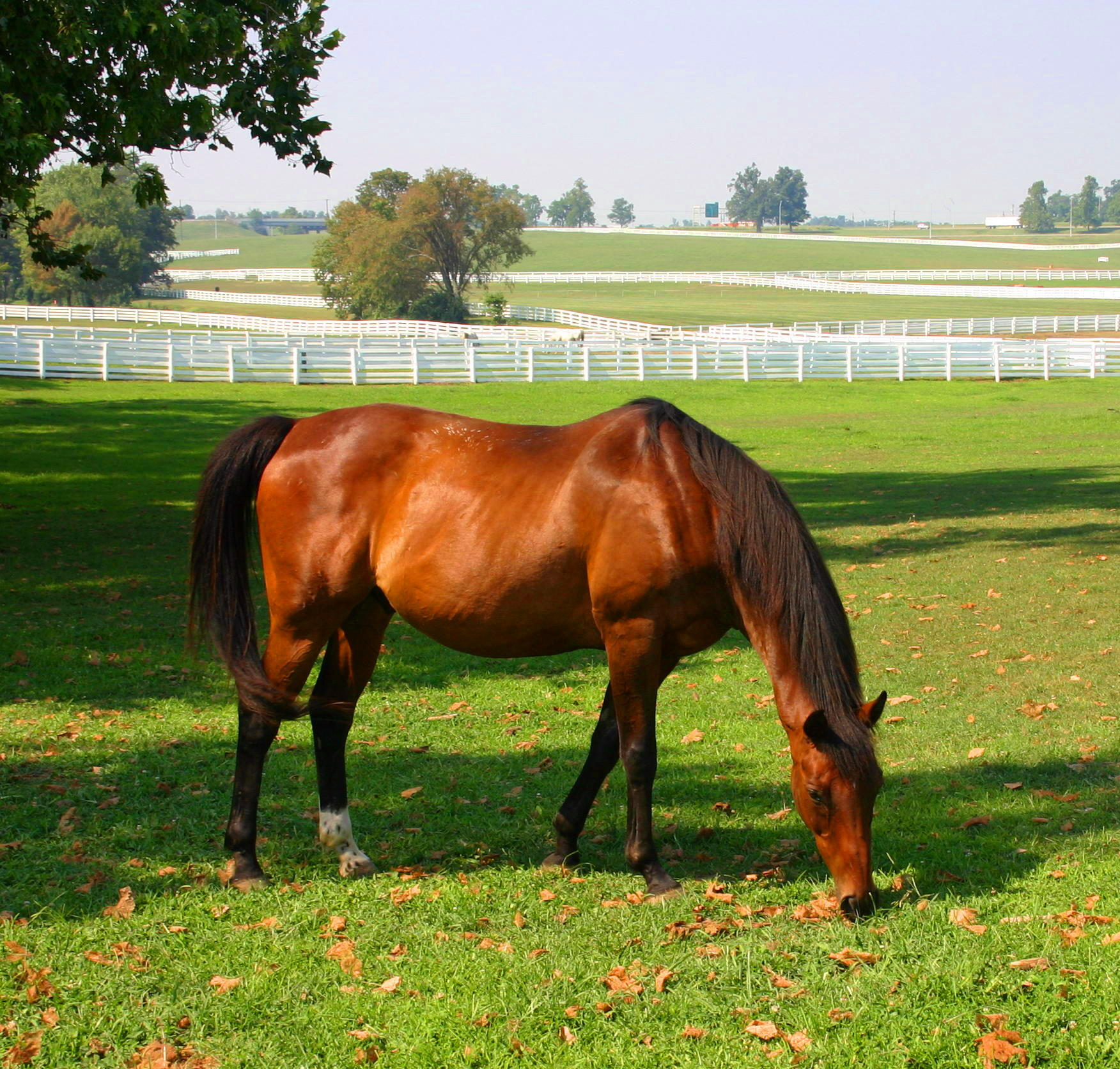
肯塔基州馬場

2006年肯塔基州的經濟總值約是$146,000,000,000美元，在全國排名第二十七位。肯塔基州的工業主要集中在州內的城市，而郊區則是以農業佔主導。
一般而言肯塔基州是以農業為主，農業產品包括馬、牛、煙草、大豆、玉米。其中牧馬乃肯塔基州舉世知名的產業。
工業產品則為化學品、煙草產品、汽車和電器等等。其中汽車生產在美國排名第四位，由美國本土的車廠福特，以至日本的豐田都是在肯塔基州設置裝嵌廠。
全州最大的公司Humana保险公司和百胜餐饮公司（Yum Brands）均位于路易维尔市。

## 人口
| 调查年                         | 人口      | 备注 | %±     |
| ------------------------------ | --------- | ---- | ------ |
| 1790                           | 73,677    |      | —      |
| 1800                           | 220,955   |      | 199.9% |
| 1810                           | 406,511   |      | 84.0%  |
| 1820                           | 564,317   |      | 38.8%  |
| 1830                           | 687,917   |      | 21.9%  |
| 1840                           | 779,828   |      | 13.4%  |
| 1850                           | 982,405   |      | 26.0%  |
| 1860                           | 1,155,684 |      | 17.6%  |
| 1870                           | 1,321,011 |      | 14.3%  |
| 1880                           | 1,648,690 |      | 24.8%  |
| 1890                           | 1,858,635 |      | 12.7%  |
| 1900                           | 2,147,174 |      | 15.5%  |
| 1910                           | 2,289,905 |      | 6.6%   |
| 1920                           | 2,416,630 |      | 5.5%   |
| 1930                           | 2,614,589 |      | 8.2%   |
| 1940                           | 2,845,627 |      | 8.8%   |
| 1950                           | 2,944,806 |      | 3.5%   |
| 1960                           | 3,038,156 |      | 3.2%   |
| 1970                           | 3,218,706 |      | 5.9%   |
| 1980                           | 3,660,777 |      | 13.7%  |
| 1990                           | 3,685,296 |      | 0.7%   |
| 2000                           | 4,041,769 |      | 9.7%   |
| 2010                           | 4,339,367 |      | 7.4%   |
| 2018年估计                     | 4,468,402 |      | 3.0%   |
| 來源：1790–2000 1910–2010 2018 |           |      |        |

### 概况
根据2005年的人口统计，肯塔基州有4,173,405人，比2004年增长了0.8%，比2000年增长3.2%。这之中包括自然增长，美国外移民和外州移民等。种族比例為：89.3%白人，7.3%非裔美國人，1.5%拉美裔人，0.7%是亞裔美國人，0.2%印地安原住民，1.1%混血儿。前五大居民祖先為：本土化血統者（20.9%）、德國人（12.7%）、愛爾蘭人（10.5%）、英國人（9.7%）、非裔美國人（7.3%）。

### 宗教信仰
宗教上，肯塔基州居民信仰如下：
- 基督宗教－86%
  - 新教－70%
    - 浸礼会－35%
    - 美以美会－5%
    - 五旬节会－4%
    - 信义宗－2%
    - 长老会－2%
    - 其他新教－19%

  - 罗马天主教－15%
  - 其他基督宗教－1%
- 犹太教0.01%
- 其他宗教信仰<1%
- 无宗教信仰－14%

## 教育

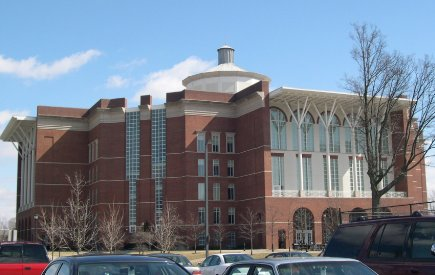
肯塔基大学校园内的威廉·杨图书馆

詳見肯塔基州學院和大學列表

## 重要體育團體

### 篮球
- NCAA
  - University of Kentucky（"Kentucky"）
  - University of Louisville（"Louisville"）
  - Western Kentucky University（"Hilltoppers"）

### 棒球
- 小聯盟
  - 路易維爾蝙蝠（Louisville Bats，3A級國際聯盟，母隊：辛辛那堤紅人）
  - 勒辛頓傳說（Lexington Legends，1A級南大西洋聯盟，母隊：休士頓太空人）

## 交通

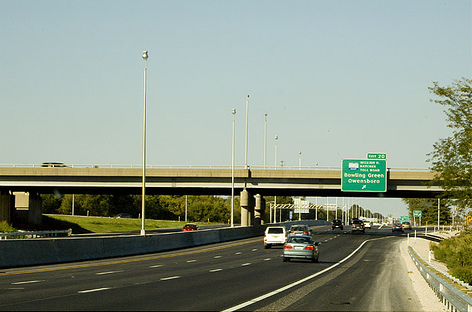
65號州際公路肯塔基州一段

### 重要機場
- 辛辛那堤／北肯塔基國際機場（CVG）─達美航空的轉運中心
- 路易維爾國際機場（SDF）─UPS快遞的轉運中心

### 重要高速公路
- 65號州際公路
- 75號州際公路
- 64號州際公路
- 71號州際公路

## 著名人物
- 尊尼·特普（Johnny Depp）：著名好莱坞演員
- 亨特·斯托克頓·湯普森（Hunter S. Thompson）（1937-2005）：美國記者、散文集、小說家
- 亨利·克莱（1777-1852）：美国政治家，被称为“伟大的调解者”。
- 杰佛逊·戴维斯（1808-1881）：美利坚联盟国第一任总统。
- 亚伯拉罕·林肯（1809-1865）：美国第16任总统。
- 托马斯·摩尔根（1866-1945）：生物学家，1933年诺贝尔生理学或医学奖获得者。
- 穆罕默德·阿里（Muhammad Ali，1942-2016）：拳击台上的传奇。
- 乔治·克鲁尼（George Clooney）
- 蘇·葛拉芙頓（Sue Grafton）
- 珍妮佛·勞倫斯（Jennifer Lawrence）：演員，第85屆奧斯卡金像獎最佳女主角。
- 尼基·海登（Nicky Hayden，1981-2017）：世界超級摩托車錦標賽（Superbike World Championship）車手，2006年世界摩托車錦標賽（MotoGP）年度冠軍，綽號 Kentucky Kid。